# 伊斯特波特 (愛達荷州)
伊斯特波特（英語：Eastport）是位於美國愛達荷州邦德里縣的一個非建制地區。

## 地理
伊斯特波特的座標為48°59′58″N 116°10′53″W / 48.99944°N 116.18139°W，而該地的平均海拔高度為801米（即2628英尺）。